# Catz
Catz (1801 noch mit der Schreibweise Cats) ist eine Ortschaft und Commune déléguée in der französischen Gemeinde Carentan-les-Marais mit 106 Einwohnern (Stand: 1. Januar 2022) im Département Manche in der Region Normandie.
Die Gemeinde Catz wurde am 1. Januar 2019 mit vier weiteren Gemeinden nach Carentan-les-Marais eingegliedert; sie gehörte zum Arrondissement Saint-Lô und zum Gemeindeverband Baie du Cotentin.

## Geographie
Catz liegt im Regionalen Naturpark Marais du Cotentin et du Bessin zwischen den Städten Carentan und Bayeux, unmittelbar südlich des Mündungstrichters, den die Flüsse Vire und Taute bei ihrem Eintritt in den Ärmelkanal bilden. Die Landschaft zwischen Catz und der Küste ist fast tischeben auf Meeresspiegelniveau und besteht aus Salzwiesen und Poldern. Weiter südlich steigt das Gelände allmählich auf über 20 Meter an. Den höchsten Punkt im 2,78 km² umfassenden Gemeindegebiet bildet ein 32 Meter hoher unscheinbarer Hügel.
Zur Commune déléguée Catz gehören die Ortsteile Banville, le Rocher, la Fourchette, la Sagerie, la Chevalerie, la Houblonnière, la Piotterie, le Telan, Mondzer und Capel
Nachbarortschaften von Catz sind Brévands im Norden, Carentan im Osten und Süden sowie Saint-Hilaire-Petitville im Westen.

## Bevölkerungsentwicklung
| Jahr                       | 1962 | 1968 | 1975 | 1982 | 1990 | 1999 | 2017 |
| Einwohner                  | 102  | 104  | 105  | 112  | 97   | 109  | 121  |
| Quellen: Cassini und INSEE |      |      |      |      |      |      |      |

## Sehenswürdigkeiten
- Kirche St. Gregor (Église Saint-Grégoire-le-Grand)
- Militärmuseum mit an der Landung der Alliierten in der Normandie beteiligten Panzern

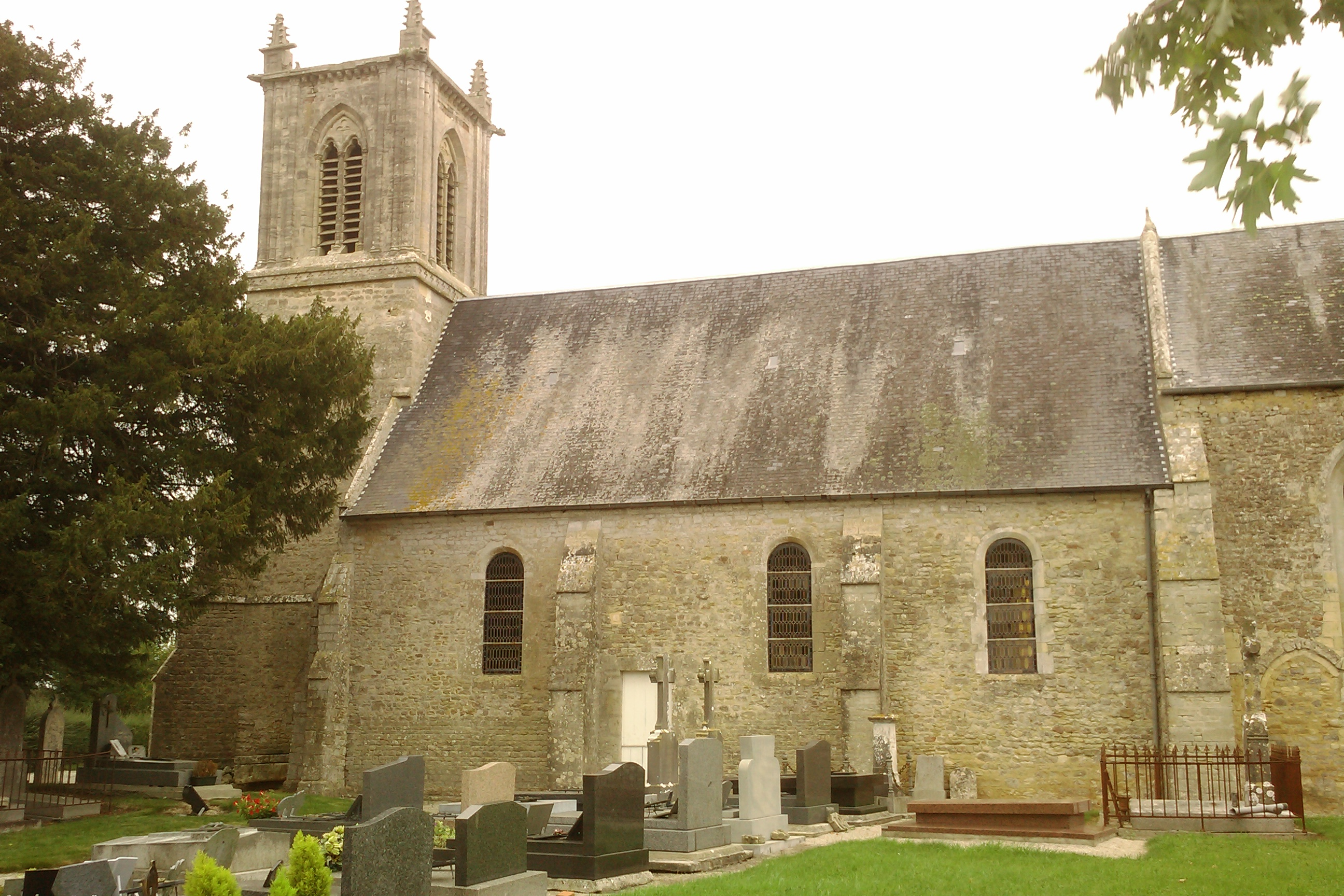
Kirche St. Gregor

## Wirtschaft und Infrastruktur
In Catz sind 13 Landwirtschaftsbetriebe ansässig (Milchwirtschaft, Pferdezucht).
Nahe Catz zweigt die Nationalstraße 174 von der Nationalstraße 13 ab. Der vier Kilometer von Catz entfernte Bahnhof Carentan liegt an der Bahnstrecke Mantes-la-Jolie–Cherbourg.

## Belege
1. ↑  Ortsname auf cassini.ehess.fr
2. ↑  Landwirtschaftsbetriebe auf annuaire-mairie.fr (französisch)